# Lâu đài Hoàng gia Wawel - Bộ sưu tập nghệ thuật quốc gia
Lâu đài Hoàng gia Wawel - Bộ sưu tập nghệ thuật quốc gia (tiếng Ba Lan: Zamek Królewski na Wawelu – Państwowe Zbiory Sztuki) là một bảo tàng tư dinh được xây dựng trong dinh thự của hoàng gia, và bộ sưu tập nằm trong Lâu đài Wawel lịch sử của thành phố Kraków, Ba Lan.

## Lược sử hình thành[1]
Sự khởi đầu của Bảo tàng tại Lâu đài Hoàng gia Wawel có thể được xem là khi họa sĩ Jan Matejko tặng cho Bảo tàng bức tranh nổi tiếng "Sự tôn nghiêm của Phổ" (hiện được lưu giữ tại Bảo tàng Quốc gia ở Kraków) vào năm 1882.
Bộ sưu tập của Bảo tàng tiếp tục được mở rộng trong Chiến tranh thế giới thứ nhất. Năm 1930, một bảo tàng trung tâm có tên là Cục Giám đốc các Bộ sưu tập Nghệ thuật Nhà nước được thành lập, và Lâu đài Wawel là một trong số các chi nhánh của bảo tàng này. Lâu đài Hoàng gia Wawel - Bộ sưu tập nghệ thuật quốc gia trở thành một bảo tàng độc lập vào năm 1945.

## Triển lãm
Lâu đài Wawel hiện đang trưng bày sáu cuộc triển lãm thường trực. Bộ sưu tập tại Lâu đài Wawel chủ yếu bao gồm các tác phẩm nghệ thuật và kỷ vật lịch sử, trong đó nổi bật là tấm thảm nổi tiếng của Vua Zygmunt August và Szczerbiec, thanh kiếm đăng quang của các vị vua Ba Lan.

## Giám đốc của Lâu đài Hoàng gia Wawel
- Tadeusz Mańkowski (1945-1951)
- Jerzy Szablowski (1951-1989)
- Jan Ostrowski (1989-2020)
- Andrzej Betlej (từ 2020)